# Del Rio (Teksas)
Del Rio je grad u američkoj saveznoj državi Teksas. Prema popisu stanovništva iz 2010. u njemu je živjelo 35.591 stanovnika.